# Ричлънд (окръг, Илинойс)
Окръг Ричлънд (на английски: Richland County) е окръг в щата Илинойс, Съединени американски щати. Площта му е 938 km², а населението - 16 149 души (2000). Административен център е град Олни.